# Parapsyllus cardinis
Parapsyllus cardinis är en loppart som beskrevs av Dunnet 1961. Parapsyllus cardinis ingår i släktet Parapsyllus och familjen Rhopalopsyllidae. Inga underarter finns listade i Catalogue of Life.